# 朝觐 (伊斯兰教)

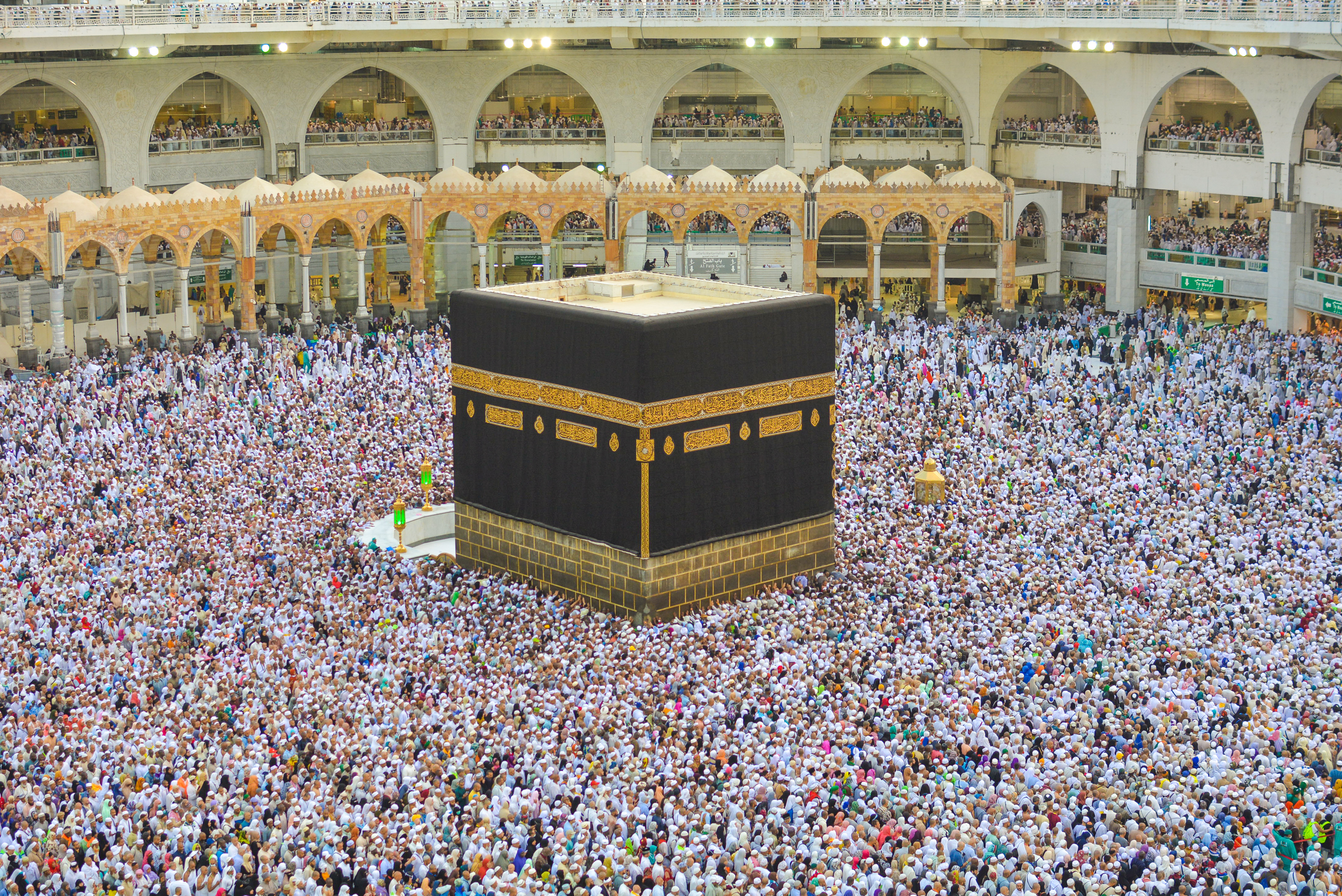
朝覲儀式，包括圍住麥加的卡巴天房步行七圈。

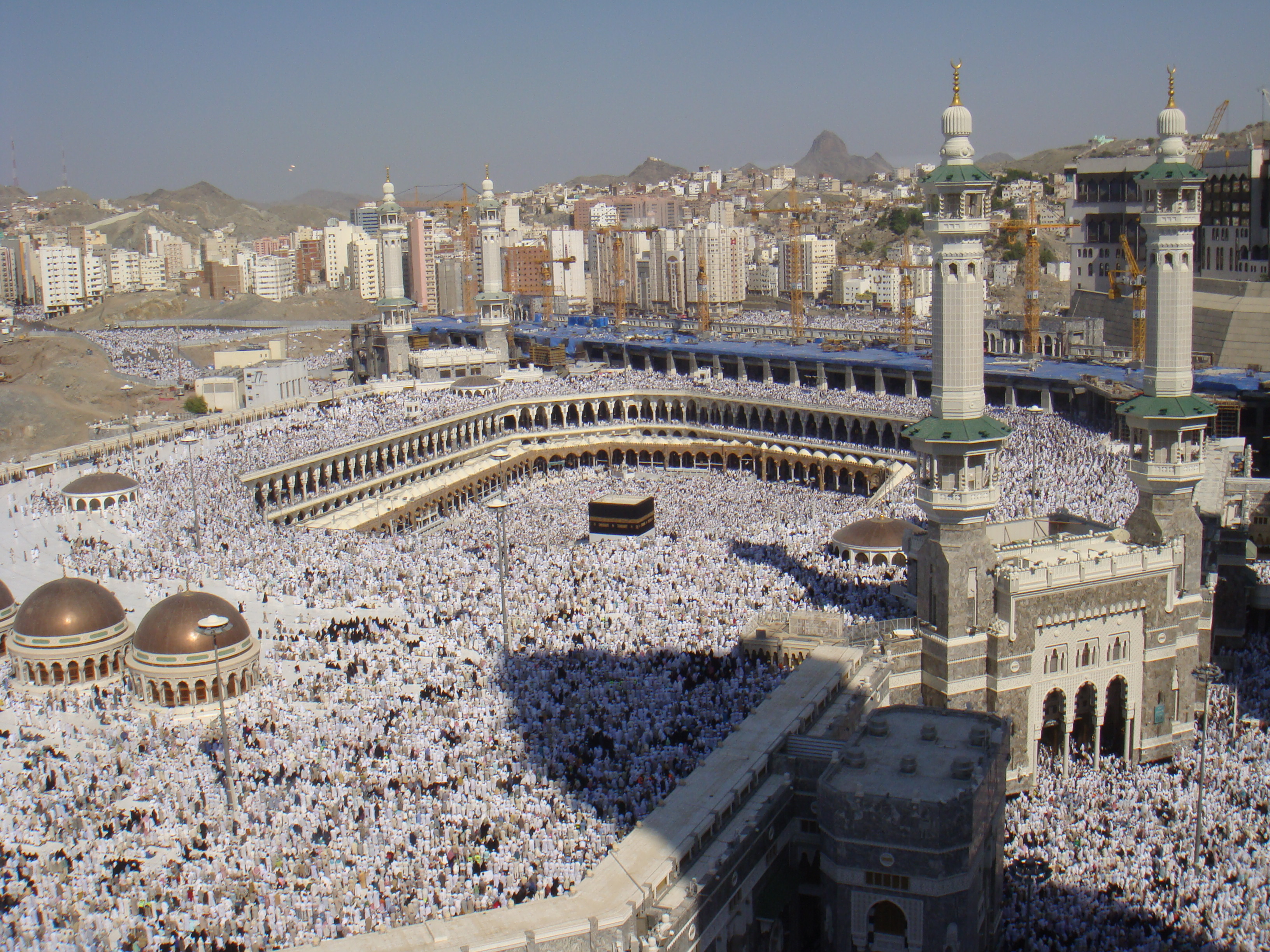
2008年的朝覲，朝覲者在麥加的大清真寺(禁寺)聚集。

朝覲（阿拉伯语：حج, Hajj），指的是伊斯蘭教徒到麥加的朝覲，這是每年全世界穆斯林最大規模的聚會，也是伊斯蘭教的五功之一。依據朝覲規範，每一個身體健康經濟良好的穆斯林，一生中至少必須朝覲一次。伊斯梯塔（istita'ah）指的是身體及經濟能力皆可進行朝覲的狀態，達到此狀態的穆斯林稱為穆斯塔梯（mustati）。朝覲是穆斯林團結及順服真主的一種展示。朝覲字面意義是“參與一個旅程”，這意味著外在行為的旅程及內部心靈的旅程。
每年朝覲的日期是伊斯蘭曆12月的第8日到第12日。由於伊斯蘭曆法是陰曆，每年比公曆少11天，朝覲日期在西曆中年年都不同。朝覲期間，朝覲者的衣著要求及身心狀態稱之為「伊蘭」（Ihram）。
朝覲與先知穆罕默德的一生息息相關，但穆斯林認為到麥加朝覲的儀式可上溯到數千年前易卜拉欣（亞伯拉罕）的年代。朝覲那一週，上百萬朝覲者同時在麥加聚集，並進行一系列的儀式：每個人逆時針方向繞行卡巴天房七次，這個立方形的建築也是世上所有穆斯林祈禱時的方向；在薩法（Al-Safa）和麥爾瓦（Al-Marwah）兩個小丘間來回走動；飲用滲滲泉的井水；去阿拉法特平原守夜；在投石儀式中向魔鬼擲石塊。然後朝覲者剃髮，進行動物獻祭的儀式，並慶祝全球性的宰牲節。

## 歷史
即使在穆罕默德生前的公元7世紀時期，朝覲根據的亦是古代的朝覲之旅。依傳統，朝覲事跡可上溯到亞伯拉罕（易卜拉欣）的年代，大約2,000年前。亞伯拉罕的妻子撒萊無法懷孕，應她的要求，亞伯拉罕娶了女僕夏甲為妾。夏甲懷了亞伯拉罕的兒子以實瑪利。據信亞伯拉罕奉神之命將夏甲和以實瑪利棄置於沙漠中。為了尋找遮蔽、食物和水，夏甲帶著兒子在薩法和麥爾臥兩個小山丘間來回奔走了七次。絕望之中，她將嬰兒放在地上，祈求上帝的幫助。嬰兒哭時腳跟撞到在地面（某些故事版本說天使加百列刮他的腳或是翼尖刮了地面），滲滲井的泉水就此湧現。
在伊斯蘭時代之前， 阿拉伯半島所有的部落每年都會聚集在麥加朝覲。至於部落各自信奉何種神明並不重要，甚至信奉基督教的阿拉伯人也如同信奉異教的阿拉伯人一般的朝覲。穆斯林歷史學家將這個年代稱之為蒙昧時代。在那個年代，卡巴聖殿供奉了數百個阿拉伯半島各部落所信仰的阿拉伯神話中的神明偶像，如胡巴爾，緯度，阿勒特和馬納特。
穆罕默德在接受啟示之前，已定期執行副朝覲。歷史上，穆斯林會在其他各大城市聚集，然後再集體向麥加出發，每群朝聖者可能有數萬人。其中最有名的兩個集合地點是大馬士革及開羅，那裏的蘇丹會站在著名的珠威拉門上正式向朝聖者送行。
公元630年，穆罕默德率領追隨者從麥地那到麥加朝覲。這是第一次僅有穆斯林參加的朝覲，也是穆罕默德唯一參與的一次。他毀掉所有異教偶像以淨化卡巴天房，然後再次將此建築獻給真主。從此以後，朝覲成為伊斯蘭教的五功之一。
對早期的朝覲者，朝覲是一趟危險的旅程。伊本·久拜爾指出在路途中有渴死信徒的骸骨。17世紀時，一群埃及朝覲者喪失了超過1500多條人命和900頭駱駝。1924年，一群敘利亞朝覲者中約有五分之一死亡。兩年後，又有12,000人在旅途中死亡。

## 預備知識
朝覲期間，男性朝聖者只需穿上戒衣 (ihram)，一種由兩片無縫邊白布組成的服裝，上半身從上垂下包住身體，下半身由白色的腰帶綁住，再穿一雙涼鞋。女性僅須穿上一般的希賈布，露出手部及臉部。
穿上戒衣，以示所有朝聖者在真主面前一律平等，不分綾羅綢緞的王公貴族或葛衣粗布的販夫走卒。戒衣也象徵聖潔的美德，且免於過去的一切罪孽。換戒衣的特定場所稱為米嘎特(Miqat)。
穿上戒衣後，朝聖者禁止：結婚、行房、理髮、刮鬍子、剪指甲、抹香水、說髒話、爭執、喧嘩、打架、無故砍伐植物（砍柴）、無故殺害野生動物（打獵、捕魚）、穿超過腳踝的靴子、攜帶武器。男性不得蓋住頭部、女性不得蓋住臉部和手。

## 朝覲儀式

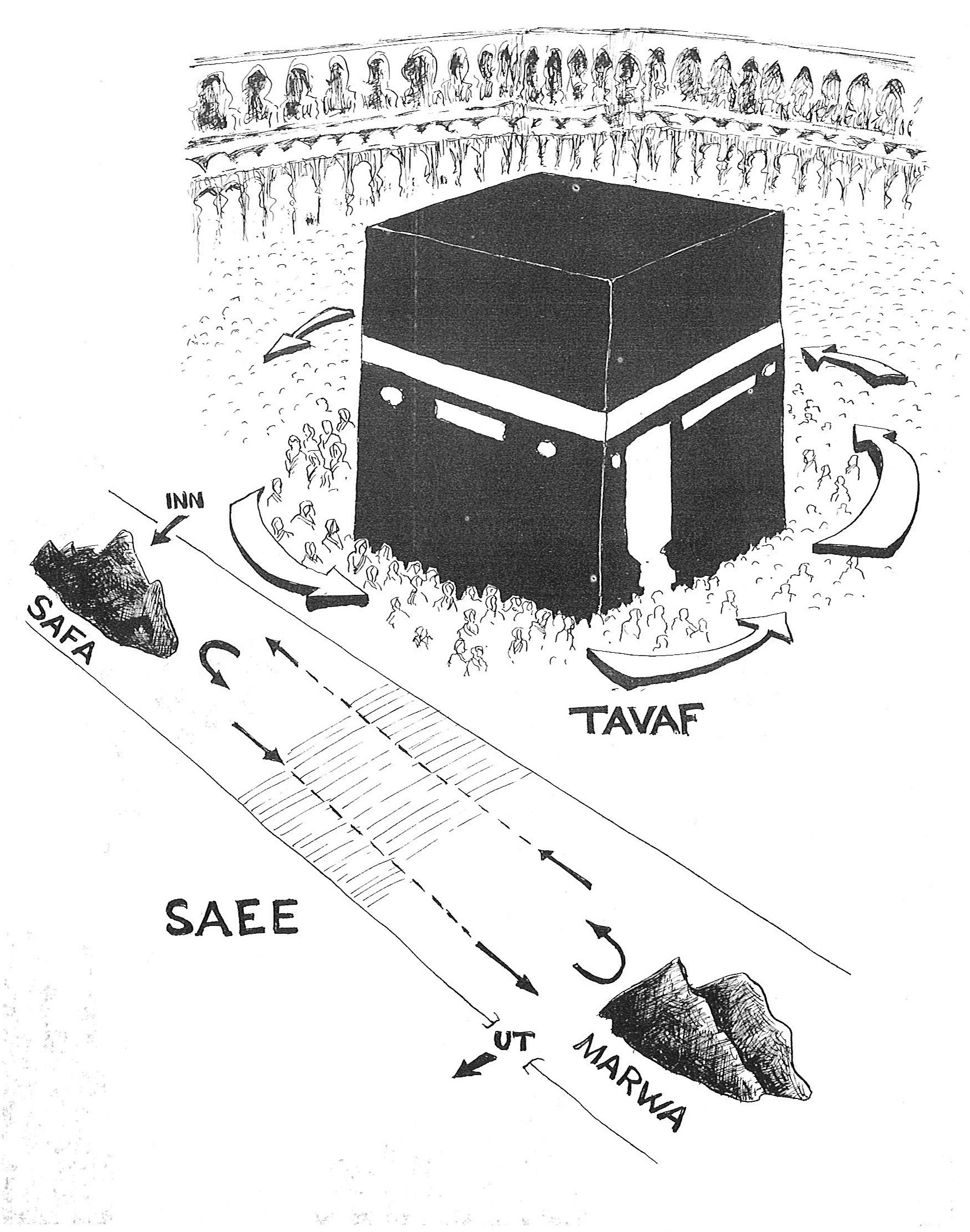
繞行卡巴天房及薩法和麥爾臥兩個小山丘間來回走動的方向，但现在由于禁寺的扩建已被包含在禁寺建筑群内。

曾經在麥加完成朝覲的朝聖者被稱為哈吉(Hajji)，朝覲須進行了一系列象徵亞伯拉罕及其妻子夏甲一生事蹟的儀式。這儀式也象徵著全世界穆斯林的團結。
大朝覲在伊斯蘭曆12月(Dhu al-Hijjah)的第八天正式開始。朝覲的第二天（此月的第九日），穿好戒衣的朝聖者會離開麥加，到附近的小城米納，在那裡他們度過那一天。這時，沙烏地阿拉伯政府已經在米納搭了數千個白色大帳篷，為所有朝聖者們提供住宿。

### 繞行天房 (Tawaf 塔瓦夫)
朝聖者首先需要進行第一次塔瓦夫(Tawaf)，以逆時針方向繞行天房七次。每繞行一圈，他們皆可親吻黑石 (Al Hajar Al Aswad)。如果人群眾多以至於吻不到黑石，也可在每一圈中僅用右手指向黑石。每完成一圈，朝聖者會稱頌說：「真主啊！我在這裡服務你。我在這裡服務你，你是獨一無二的。讚美祢澤被萬物，是一切的主宰，你是獨一無二的。」七周繞行完畢後便完成了塔瓦夫。繞行七周的場所稱之為穆踏福(Mutaaf)。
根據規定，朝聖者只需在前三圈稱頌真主，但是幾乎所有朝聖者皆在全部七周繞行中稱頌真主。而在進行塔瓦夫期間，朝聖者不許吃東西，但由於麥加温度高有脫水之虞，喝水是可以的。教規鼓勵朝聖者在繞行的前三圈加快步伐，而在後四圈放慢腳步走。
傳統上，繞行天房需於地面上進行，但由於現今朝聖者太多，現時清真寺屋頂的長廊也開放作繞行天房之用。
完成塔瓦夫後，所有的朝聖者必須在靠近天房的亞伯拉罕之地(Muqaam Ibrahim)進行兩次祈禱(Rakaat)。與塔瓦夫本身一樣，由於現今朝聖者太多，朝聖者現在已獲允許在清真寺內隨處祈禱。

### 剎伊(sa`i)
朝聖者需在完成塔瓦夫的同一天進行剎伊(sa`i)，即在薩法和瑪爾瓦兩個小山丘間來回走七趟，旨在重現亞伯拉罕的妾夏甲，為她的兒子以實瑪利瘋狂找水的一幕。朝聖者原本需在兩座小山之間露天來回走動，但現在這段路完全在大清真寺範圍內，朝聖者可於設有空調的大走廊來回走動。朝聖者基本上只能走路，但是大清真寺內設有兩根綠色柱子，標示朝聖者可以跑步的小區域，而大走廊中間還有一條殘障人士專用的通道。
飲用滲滲泉的井水也是此儀式的一部分，而大清真寺內各處皆有滲滲井的冷水容器，供朝聖者飲用。
完成薩伊後，朝聖者即算完成第一天在大清真寺的朝覲，可返回各自的帳篷中休息。

### 阿拉法特山

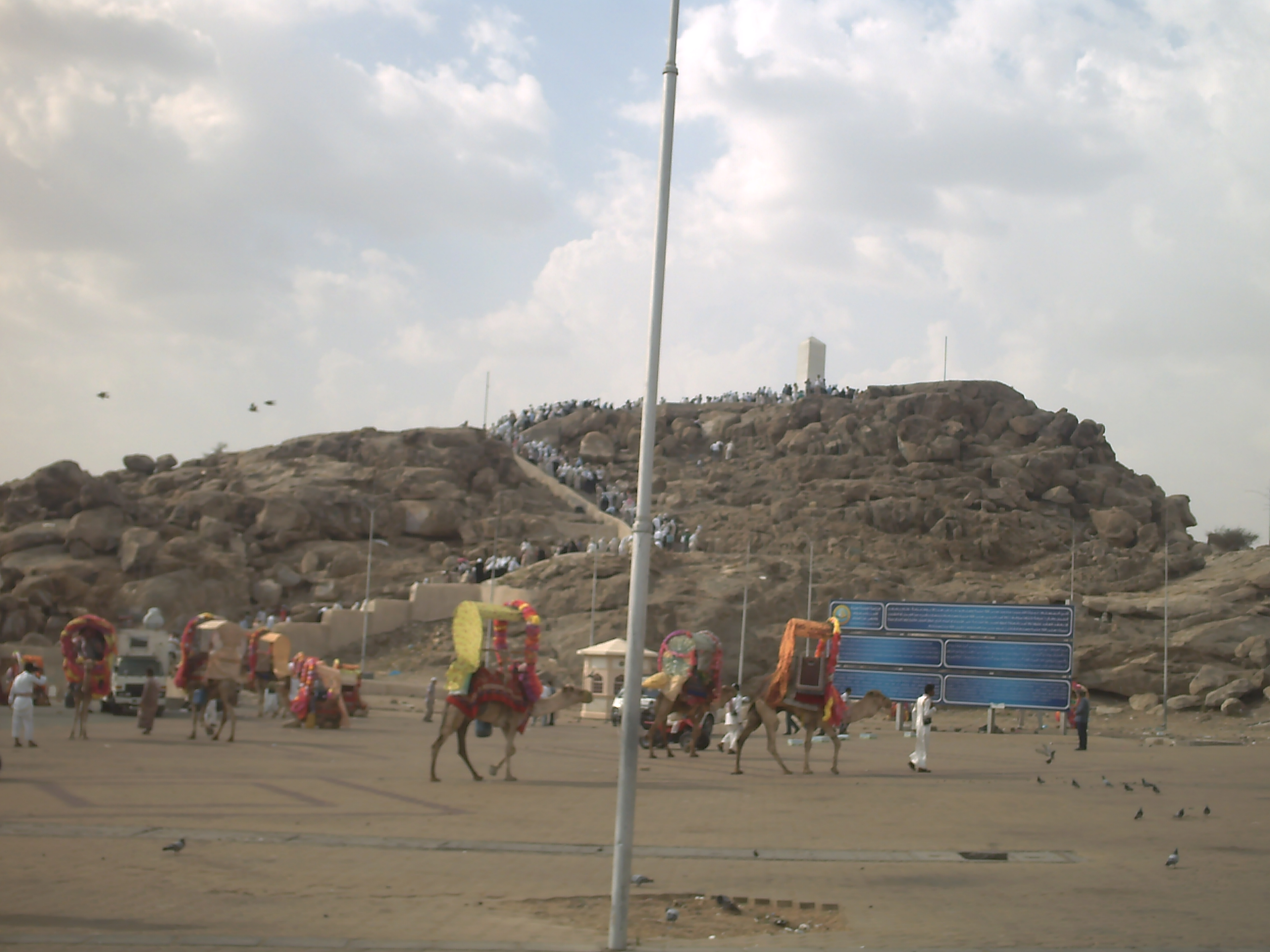
阿拉法特山

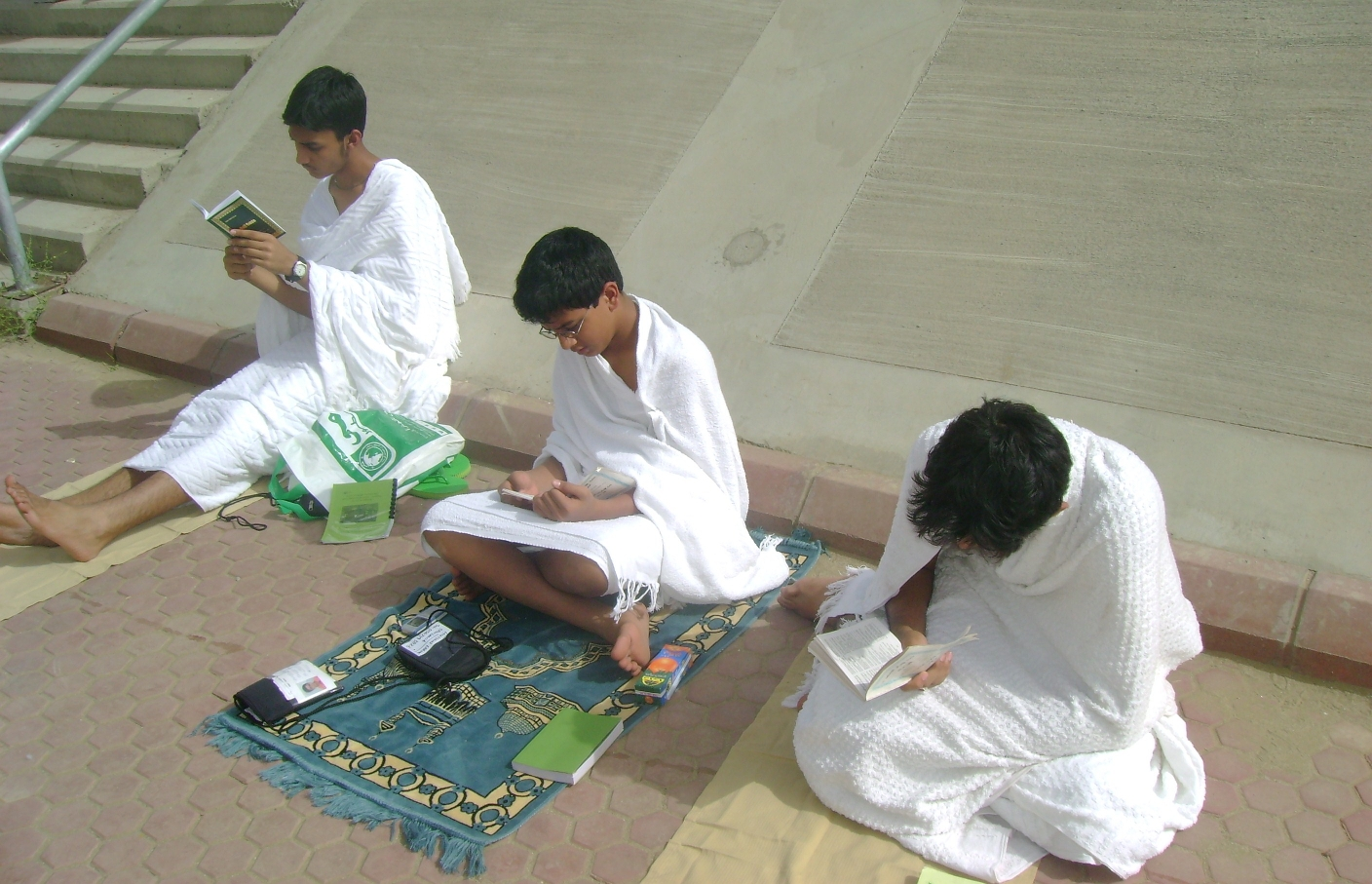
朝覲日在阿拉法特平原的朝聖者

第二天早上，朝聖月的第九天，朝聖者們到米納徹夜禱告。
朝聖月的第九天，他們離開米納到阿拉法特山。在那裏，一個靠近穆罕默德最後一次佈道的小山丘，他們站著冥想、祈禱，並背誦古蘭經文。這山丘被稱為阿拉法特山的寬恕丘（Jabal al Rahmah）。這個名為屋古夫(Wuquf)的儀式，是整個朝覲的精華。從午後直到日落，朝聖者們必須在阿拉法特平原的特定區域內度過。這期間並不需特別的儀式或祈禱，但是許多朝聖者會花時間禱告、思考他們的一生。一個朝聖者如果沒在阿拉法特度過這整個下午，他的朝覲會被認為是無效的。

### 穆茲達理法(Muzdalifah)
太陽一下山，朝聖們者就離開阿拉法特到穆茲達理法，一個介於阿拉法特和米納之間的區域。朝聖者們在此於露天睡了一夜，第二天清晨，他們收集小石子，以準備回到米納後用石頭砸魔鬼的儀式。

### 擲石拒魔(Ramy al-Jamarat)

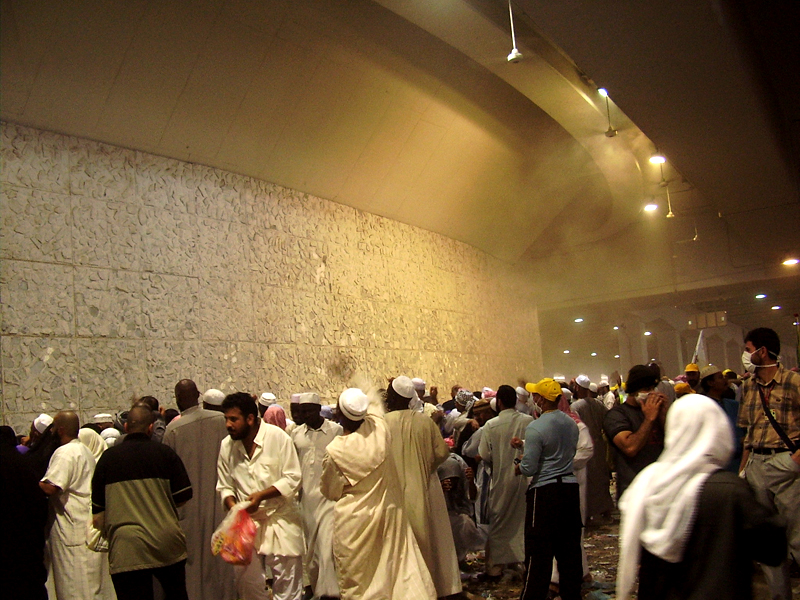
2006年朝覲時，正在進行擲石拒魔儀式的朝聖者們

在米納，朝聖者們擲石拒魔 (Ramy al-Jamarat，阿拉伯语: رمي الجمرات)，一種向魔鬼投擲石塊以示抗拒的儀式。這象徵易卜拉欣在受神之命，以自己的兒子獻牺牲時所經歷的考驗。魔鬼挑戰他三次，在加百列天使的指示下，三次都被他以石擊退了。每根柱子標記著拒絕時的位置。開始擲石拒魔儀式時，朝聖者們首先向最大的柱子(Jamrat'al'Aqabah)扔石頭。朝聖者們從坡道爬上多層的加馬拉橋(Jamaraat Bridge)，從那裏向此柱扔石頭。接著再向其他柱子擲石頭，每次擲七塊石頭。因為群眾太多，為了安全起見，2004年時建成三个多层建筑物，且由26公尺長的牆壁取代柱子，牆角下有收集石子的盆子。

### 宰牲節
投擲完石頭後，接著宰殺動物來紀念亞伯拉罕和以實瑪利的故事。傳統上，朝聖者們親自宰殺動物或監看屠宰過程。現在許多朝聖者在朝覲開始前，在麥加購買犧牲證書，這證書確認在第10日時，會有牲口在他們的名下宰殺獻祭而毋需親自參與。中央屠宰場會在每位朝聖者的名下，以一頭羊當犧牲品；或以一頭駱駝充當七位朝聖者的犧牲品。宰殺後的肉會在打包後捐給慈善機構，運送給世界各地的窮人。在麥加宰殺犧牲時，全世界的穆斯林也會在為期四天的全球性宰牲節(Eid al-Adha)執行類似的犧牲獻祭。

### 再次繞行天房(Tawaf Al-Ifaadah)
此日或次日，朝聖者回到麥加大清真寺再次繞行天房，稱之為塔瓦夫依發達(Tawaf al-Ifadah)。此乃象徵匆忙回應神的呼喚並顯示對祂的愛，這是朝覲中不可或缺的一部分。10日的晚上在米納度過。
朝聖者必須在11日及12日的下午，再度對位於米納的三根柱子進行擲七個石子的投石儀式。
朝聖者必須在12日的日落前離開米納到麥加。如果無法在日落前離開米納，則在13日返回麥加前，他們必須再次執行投石儀式。

### 告別天房(Tawaf al-Wida )

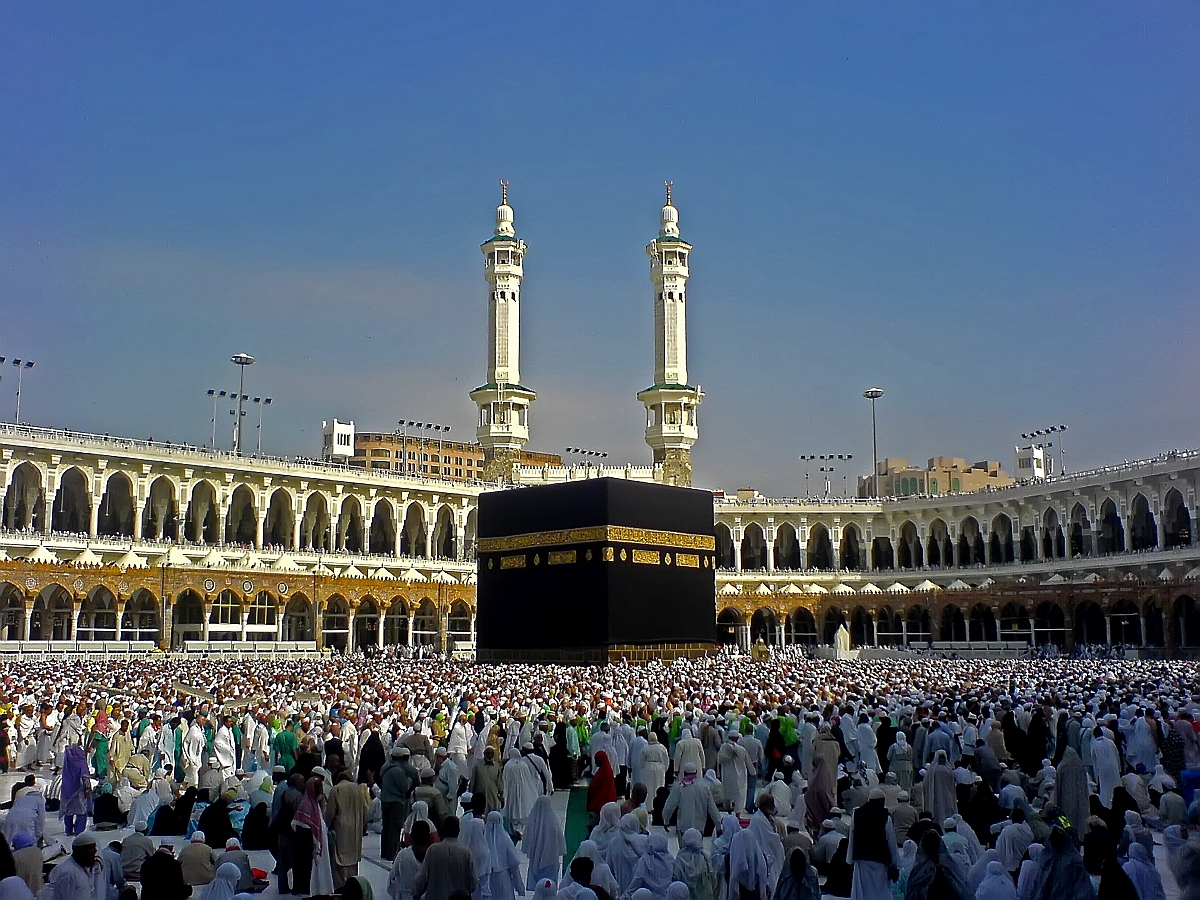
朝聖者繞行卡巴天房

朝最後，在離開麥加前，朝聖者對天房執行告別的繞行(Tawaf al-Wida)，Wida意即告別。

### 副朝覲
不同於朝覲，副朝覲可在一年中的任何其他時間進行，也不是必要的，副朝覲的儀式較朝覲簡單。準備副朝覲時，虔敬的身心狀態“伊蘭”是必要的，也須完成如上所述的繞行天房及兩個小山丘。通常，程序最後一步是理髮，象徵朝聖者有一個新的開始。

## 交通
朝聖者們通常聚成朝覲團一起旅行以示團結。且由於布施朝聖者的交通食宿，在穆斯林中被認為是一大功德，今日有各種不同的機構和政府計劃資助朝聖者，如在印度所提供的「朝覲機票補助金」(Haj subsidy)，或是總部設於馬來西亞的(Tabung Haji)「朝覲投資基金」，協助朝聖者支付旅行所需的花費。
19世紀時，許多朝聖者開始乘輪船抵達麥加，並持續了一段時間，直到埃及於1937年提供第一家航空公司來服務朝聖者。有不少航空公司及旅行社都提供穆斯林赴麥加的套裝行程。吉達的阿布度拉國王機場、麥地那的穆罕默德親王機場都有特殊的設施，以容納朝聖者的到臨。其他世界各地的國際機場，如新德里的甘地機場，海得拉巴的拉吉夫·甘地國際機場、雅加達的蘇加諾-哈達機場等，也有較小規模的專用登機門或臨時設施，來服務朝聖者。
在中国大陆，国家宗教事务局制订了《伊斯兰教朝觐事务管理办法》，规定中国伊斯兰教协会负责组织中国公民的朝觐活动，并负责办理朝觐人员的朝觐签证，统筹协调朝觐飞机航班。

## 近年的人群控制問題
在2010年，大約300萬朝聖者參加這個一年一度的朝聖。因為人群大量湧入，掌控群眾的技術已是至關重要，許多儀式不得不改變形式。沒有必要再親吻黑石，僅在繞行天房時以手指向祂即可。為安全起見，2004年將向大柱擲石改為擲向牆壁(註；之前擲石者常會意外擲中柱子另一邊的人)。宰殺犧牲可親身或委由別人代勞，或者购买沙特政府出售的屠宰券…等。不過，即使有群眾控制技術，朝覲期間仍發生了許多事件，如朝聖者被擠死、踩死，或在眾人擠壓下下梯架道被壓垮等，以及多起踩踏事故。朝聖者也可在其他時間到麥加實行朝聖儀式。這被稱為小朝。然而進行小朝的人，在一生中如做得到的話，仍然有義務去實行朝覲。根據沙烏地阿拉伯官方資料，2012年朝聖者的總數為3,161,573人。

## 社會效應
由於大量聚集的三百多萬世界各地朝聖者之間缺乏溝通，大朝覲期間發生的意外事件已奪走了數百條人命。最嚴重的意外事件，通常發生在擲石拒魔的儀式。2006年1月12日的大朝覲期間，有362名朝聖者死亡。當朝聖者們試圖在薩法和麥爾臥兩小丘之間奔跑時，也發生過人群相互踩踏事件。總計約有600人在2006年在大朝覲期間傷亡。事件發生後，沙烏地阿拉伯政府做了不少改進，譬如，在往返薩法和麥爾臥兩地之間提供單行步道。

## 每年朝聖者人數

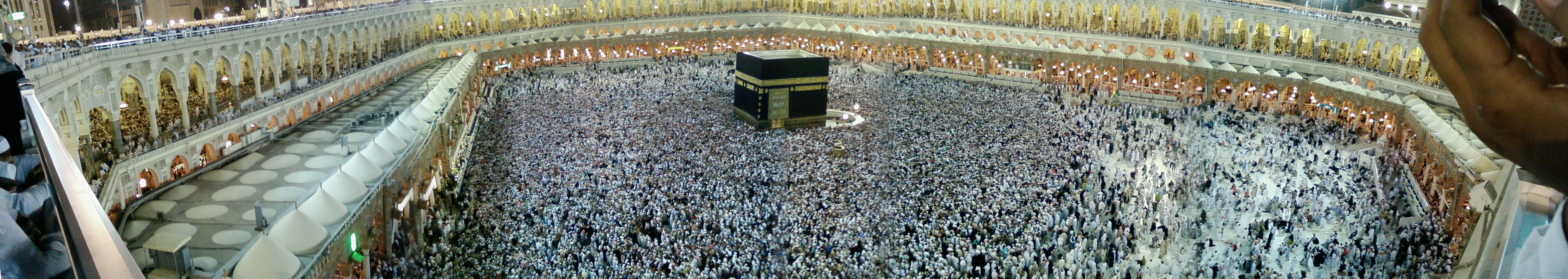
大清真寺聖地朝覲期間全景，2007。

過去92年間，朝聖者的人數大有增加。僅僅外國朝聖者的數量就增加約28倍。1920年只有58,584人，到2012年變成1,712,962人。以下是每年到沙烏地阿拉伯參加大朝覲的人數。
| 西曆 | 伊斯蘭曆 | 本國朝聖者 | 外國朝聖者 | 總人數    |
| ---- | -------- | ---------- | ---------- | --------- |
| 1920 | 1338     |            | 58,584     |           |
| 1921 | 1339     |            | 57,255     |           |
| 1922 | 1340     |            | 56,319     |           |
| 1996 | 1416     | 784,769    | 1,080,465  | 1,865,234 |
| 1997 | 1417     | 774,260    | 1,168,591  | 1,942,851 |
| 1998 | 1418     | 699,770    | 1,132,344  | 1,832,114 |
| 1999 | 1419     | 775,268    | 1,056,730  | 1,831,998 |
| 2000 | 1420     | 571,599    | 1,267,555  | 1,839,154 |
| 2001 | 1421     | 549,271    | 1,363,992  | 1,913,263 |
| 2002 | 1422     | 590,576    | 1,354,184  | 1,944,760 |
| 2003 | 1423     | 610,117    | 1,431,012  | 2,041,129 |
| 2004 | 1424     | 592,368    | 1,419,706  | 2,012,074 |
| 2005 | 1425     | 629,710    | 1,534,769  | 2,164,469 |
| 2006 | 1426     | 573,147    | 1,557,447  | 2,130,594 |
| 2007 | 1427     | 746,511    | 1,707,814  | 2,454,325 |
| 2008 | 1428     |            | 1,729,841  |           |
| 2009 | 1429     | 154,000    | 1,613,000  | 2,521,000 |
| 2010 | 1430     | 989,798    | 1,799,601  | 2,602,798 |
| 2011 | 1431     | 1,099,522  | 1,828,195  | 2,927,717 |
| 2012 | 1432     | 1,408,641  | 1,752,932  | 3,161,573 |

由於MERS病毒肆虐，2012年參加大朝覲的人數低於2011年。沙烏地阿拉伯政府要求"長者和長期病患的穆斯林，不要參加今年的大朝覲"，已經限制了允許大朝覲之旅的人數。沙烏地阿拉伯衛生部長阿卜杜拉·拉比亞說：「到目前為止，當局沒有發現有朝聖者感染MERS。」